# Per-Erik Bergstrand
Per Erik (Per-Erik) Bergstrand, född 10 augusti 1925 i Skara församling, Skaraborgs län, död 30 november 2014 i Vallentuna församling, Stockholms län, var en svensk militär.

## Biografi
Efter studentexamen i Borås 1944 avlade Bergstrand marinofficersexamen vid Kungliga Sjökrigsskolan 1947 och utnämndes samma år till fänrik vid Älvsborgs kustartilleriregemente. Åren 1953–1958 var han kadettofficer och lärare vid Sjökrigsskolan. Han befordrades till major 1964 och var stabschef vid Gotlands kustartillerikår 1964–1966. Åren 1968–1970 var han chef för Kustjägarskolan och ställföreträdande chef för Vaxholms kustartilleriregemente och 1969 befordrades han till överstelöjtnant. År 1974 befordrades han till överste och 1974–1977 var han sektionschef i Marinstaben med ansvar för bland annat övergripande personal- och idrottsfrågor. Han var 1977–1978 tillförordnad chef för Norrlandskustens kustartilleriförsvar med Härnösands kustartilleriregemente, befordrades 1978 till överste av första graden och var 1978–1981 ordinarie chef för Norrlandskustens kustartilleriförsvar med Härnösands kustartilleriregemente. Därefter var han personalkårschef för kustartilleriet i Marinstaben 1981–1983 och kustartilleriinspektör 1983–1985. Åren 1986–1992 var han generalsekreterare för Svenska Livräddningssällskapet.
Per-Erik Bergstrand invaldes 1971 som ledamot av Kungliga Örlogsmannasällskapet och 1981 som ledamot av Kungliga Krigsvetenskapsakademien. Han är gravsatt i minneslunden på Vallentuna kyrkogård.